# MRT Brown Line
Коричневая линия MRT — планируемая линия монорельса в Бангкоке. На линии, протяженной от Нонтхабури до Бангкапи, предложено 20 станций, 7 из которых будут пересадочными. Стоимость проекта оценена в 48 миллиардов бат.
Инвестиционный план линии был утверждён MRTA в июне 2019 года, и началась разработка проекта, который должен был быть завершён к декабрю 2020 года. Однако, это произошло только в сентябре 2022 года. В мае 2022 года, MRTA получило обновленные исследования консультантов и приступило к составлению технического задания для проекта. 18 мая 2023 года совет MRTA одобрил обновлённый проект и документы для тендера. Документы будут переданы в Министерство транспорта в последующие месяцы.
Проект ожидает подтверждения от кабинета министров в начале 2024 года, после чего в конце года ожидаются первые тендеры ГЧП.

## История
Впервые эта линия была предложена партией Pheu Thai (тайск. พรรคเพื่อไทย) на выборах губернатора Бангкока в 2013 году как альтернатива предложенного расширения надземной скоростной автомагистрали N2. Однако Pheu Thai не одержала победы на выборах, и предложение было отклонено заместителем министра транспорта в связи с высокими затратами на отвод земли.
Впоследствии Управление политики и планирования транспорта и дорожного движения (OTP) переработало это предложение в проект монорельсовой дороги MRT Brown Line, и этот проект был одобрен Советом MRTA в августе 2013 года. Маршрут находился на предварительном изучении OTP с июня 2013 года, но не получил значительного прогресса до переворота в мае 2014 года и смены правительства. В 2017 году были проведены общественные слушания по проекту, а так же правительство предложило объединить проект с новой скоростной автомагистралью. В середине 2017 года Министерство транспорта объявило, что окончательное технико-экономическое обоснование будет завершено в течение 14 месяцев.
Технико-экономическое обоснование было проведено в тот же период, когда компания EXAT завершала проектирование скоростной автомагистрали N2 (проходящей вдоль улицы Касетнамавин) без учета Коричневой линии. Ожидалось, что работы на скоростной автомагистрали начнутся в 2019 году. В дальнейшем OTP и Министерство транспорта предложили комплексное проектирование и строительство Коричневой линии совместно со скоростной автомагистралью N2. Однако пересечение Коричневой линии, улицы Вихавади-Рангсит и надземной скоростной автомагистрали Донмыанг может потребовать отклонения Коричневой линии далее на север. В феврале 2018 г. OTP подтвердила, что исследование по интеграции коричневой линии MRT с проектом скоростной автомагистрали будет завершено к июню 2018 г.
К августу 2018 года OTP завершило технико-экономическое обоснование и провело общественные слушания. Несмотря на большую общественную поддержку строительства Коричневой линии, общественное сопротивление против скоростной автомагистрали N2 оставалось высоким. OTP намеревалась представить проект на утверждение Кабинета министров к концу октября 2018 года. В начале июня 2019 года Совет MRTA утвердил инвестиционный план для Коричневой линии и провел комплексное проектирование со скоростной автомагистралью N2. Ожидалось, что процесс проектирования будет завершен к концу 2020 года после того, как в июне между EXAT, MRTA, Департаментом сельских автомобильных дорог и Университетом Касетсарт были проведены дальнейшие обсуждения относительно доступа к земле вокруг Университета Касетсарт. В начале ноября 2020 года OTP представило предварительную экологическую информацию в Национальный совет по окружающей среде на рассмотрение и сообщило, что исследования экспроприации земель в некоторых районах вдоль маршрута все еще находится в стадии доработки. Ожидалось, что окончательный проект будет завершен к декабрю 2020 г. Однако, разработка заняла больше времени и была завершена только в сентябре 2022 года.
Строительство линии требует выкупа 435 земельных участков, расположенных вдоль текущего маршрута.
В мае 2023 года MRTA одобрили проведение до декабря того же года ещё одного технико-экономического обоснования, строительство должно начаться около 2025 года.

## Станции
| Код | Название                                                      | Пересадки                             | Провинция  |  |
| --- | ------------------------------------------------------------- | ------------------------------------- | ---------- |  |
|     |                                                               |                                       |            |  |
| B1  | Общественный центр Нонтхабури (англ. Nonthaburi Civic Center) | MRT MRL                               | Нонтхабури |  |
| B2  | Кхэрай                                                        |                                       | Нонтхабури |  |
| B3  | Кхлонг Ятлао                                                  |                                       | Бангкок    |  |
| B4  | Перекрёсток Прачачын                                          |                                       | Бангкок    |  |
| B5  | Чиннакхет                                                     |                                       | Бангкок    |  |
| B6  | Бангкхен                                                      | SRT                                   | Бангкок    |  |
| B7  | Университет Касетсарт                                         |                                       | Бангкок    |  |
| B8  | Сельскохозяйственный банк (англ. Bank of Agriculture)         | BTS станция Университет Касетсарт     | Бангкок    |  |
| B9  | Бангбуа                                                       |                                       | Бангкок    |  |
| B10 | Латплакхау                                                    |                                       | Бангкок    |  |
| B11 | Прасот Манукит 18                                             |                                       | Бангкок    |  |
| B12 | Сукхонтхасават                                                |                                       | Бангкок    |  |
| B13 | Чалонграт                                                     | MRL станция Касетнавамин (предложено) | Бангкок    |  |
| B14 | Кхлонг Ламчиак                                                |                                       | Бангкок    |  |
| B15 | Нуанчан 11                                                    |                                       | Бангкок    |  |
| B16 | Яэк Навамин                                                   |                                       | Бангкок    |  |
| B17 | Интхрарак                                                     |                                       | Бангкок    |  |
| B18 | Наваминпхиром                                                 |                                       | Бангкок    |  |
| B19 | Серитхай                                                      |                                       | Бангкок    |  |
| B20 | Яэк Ламсали                                                   | MRT (строится) MRL                    | Бангкок    |  |
|     |                                                               |                                       |            |  |